# 무모촌
무모촌(武茂村)은 도치기현의 동부, 나스군에 속했던 촌이다.

## 역사
- 1889년 4월 1일 - 정촌제 시행에 따라 나스군 니시무오촌(西武茂村)이 설립되었다.
- 1895년 4월 28일 - 니시무오촌이 무오촌(武茂村)으로 개칭했다.
- 1954년 7월 1일 - 바토정, 오우치촌, 오야마타촌과 합병하여 바토정을 신설했다.